# 白木海岸 (大分県)
白木海岸（しらきかいがん）は、大分県大分市大字白木にある海岸である。

## 概要
大分市東部の佐賀関半島に位置する臼杵湾に面した海岸で、日豊海岸国定公園に属する。夏は大志生木海水浴場、神崎海水浴場とともに市内からの大勢の海水浴客で賑わう。なお、海岸の付近には2007年（平成19年）にオープンした関あじ関さば館があり、佐賀関の特産品を扱っている。
なお、この白木海岸は大分市の東部にあるが、大分市には西部の海岸沿いにも白木という地名がある（大分市大字神崎上白木・下白木）。